# Phallobata alba
Phallobata alba är en svampart som beskrevs av G. Cunn. 1926. Phallobata alba ingår i släktet Phallobata och familjen Trappeaceae.   Inga underarter finns listade i Catalogue of Life.